# 小行星8715
小行星8715（英語：8715）是一颗围绕太阳公转的小行星。1995年7月26日，清水義定、浦田武在那智胜浦町发现了此天体。
这颗小行星的绝对星等为249.7998479583332等。